# La transmigración de Timothy Archer
La transmigración de Timothy Archer (The Transmigration of Timothy Archer en inglés) es el título de un relato fantástico escrito en 1981 por Philip K. Dick. Narra la historia del obispo Timothy Archer contada por Angel Archer, su nuera. Fue titulada originalmente Bishop Timothy Archer.
El protagonista está basado en el obispo episcopaliano James Pike, muerto en 1969 en el desierto cercano al mar Muerto.
Fue publicada en 1982, poco después de la muerte del autor, por Timescape. Nominada al Premio Nébula en 1983, fue traducida al castellano en 1984 por Edhasa. En España obtuvo el premio Gigamesh de 1985. La novela se puede considerar temáticamente cercana a la trilogía VALIS.

## Argumento
Archer es un abogado alcohólico convertido en clérigo que indaga la verdad del cristianismo en una nueva traducción de los manuscritos del Mar Muerto. El suicidio de su hijo por amor le lleva a practicar el espiritismo. Así sabrá que él y su amante Kristen, morirán. Tras suicidarse su amante, enferma de cáncer, buscará en el desierto de Oriente Medio el hongo que podría probar la verdad histórica de esa fe.